# 山東体育学院
山東体育学院は中華人民共和国山東省の体育大学、済南市と日照市にキャンパスを設置している。スポーツ指導者、体育教師などを養成する山東省の主要な学校である。